# The Carracks
The Carracks är ett antal skär i Storbritannien.   De ligger i England, i den södra delen av landet, 400 km väster om huvudstaden London.  Närmaste större samhälle är St. Ives, 4,5 km öster om The Carracks. 